# マリ共和国の国旗
マリ共和国の国旗（マリきょうわこくのこっき Flag of Mali）は、フランスの国旗をモデルとして汎アフリカ色である緑、黄、赤を等間隔に描いた縦三色旗。マリ連邦で用いられていた国旗から中央の人形の紋章（カナガ）を除いたデザインでもある。マリ連邦から分離し、マリが単独独立することとなり、それに伴い1961年3月1日に制定された。

?フランス時代の旗
?フランス領スーダンの旗
? マリ連邦の国旗（1959年 - 1961年）